# 比斯開橋
比斯開橋位于西班牙比斯開省，橋長164米，橫跨內維翁河的入海口，連接波尔图加莱特和格乔的阿雷拿斯区（Las Arenas）。此橋建成於1893年，是世界上最古老的運渡橋，由工程師帕拉西歐(Alberto Palacio)設計建造，造橋工程於1890年4月10開始，1893年7月28日完工，只用了3年時間。2006年，它被联合国教科文组织列入世界遺產。

## 概要
比斯开桥是世界上第一座供行人和车辆通过的高空運渡橋，欧洲、非洲和南、北美洲的很多大桥都是仿照该桥建造的，不过保存至今的为数不多。由于别出心裁地使用了螺纹钢筋轻质技术，比斯开桥被誉为工业革命时代最杰出的钢铁桥梁建筑之一。

## 图集

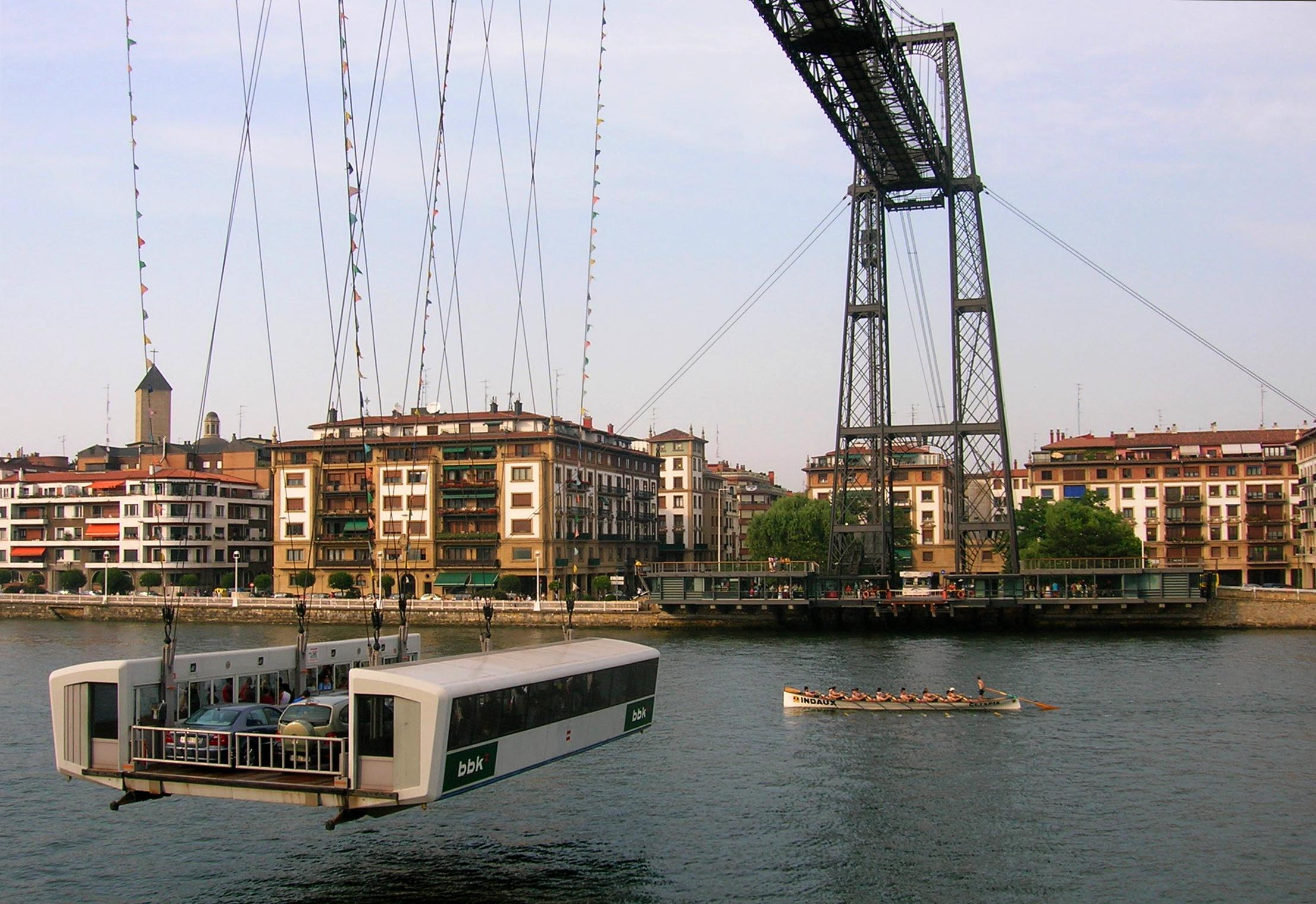
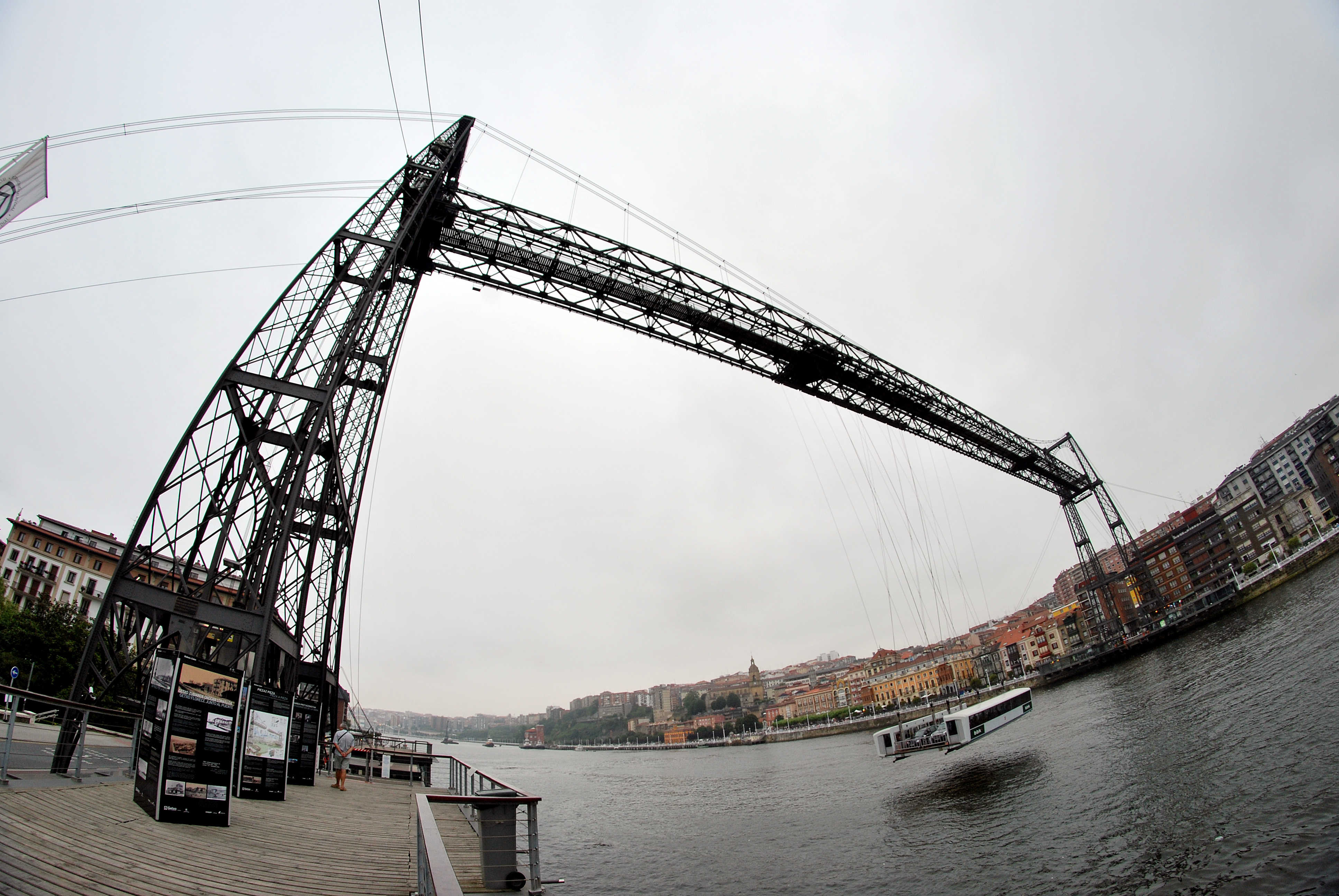
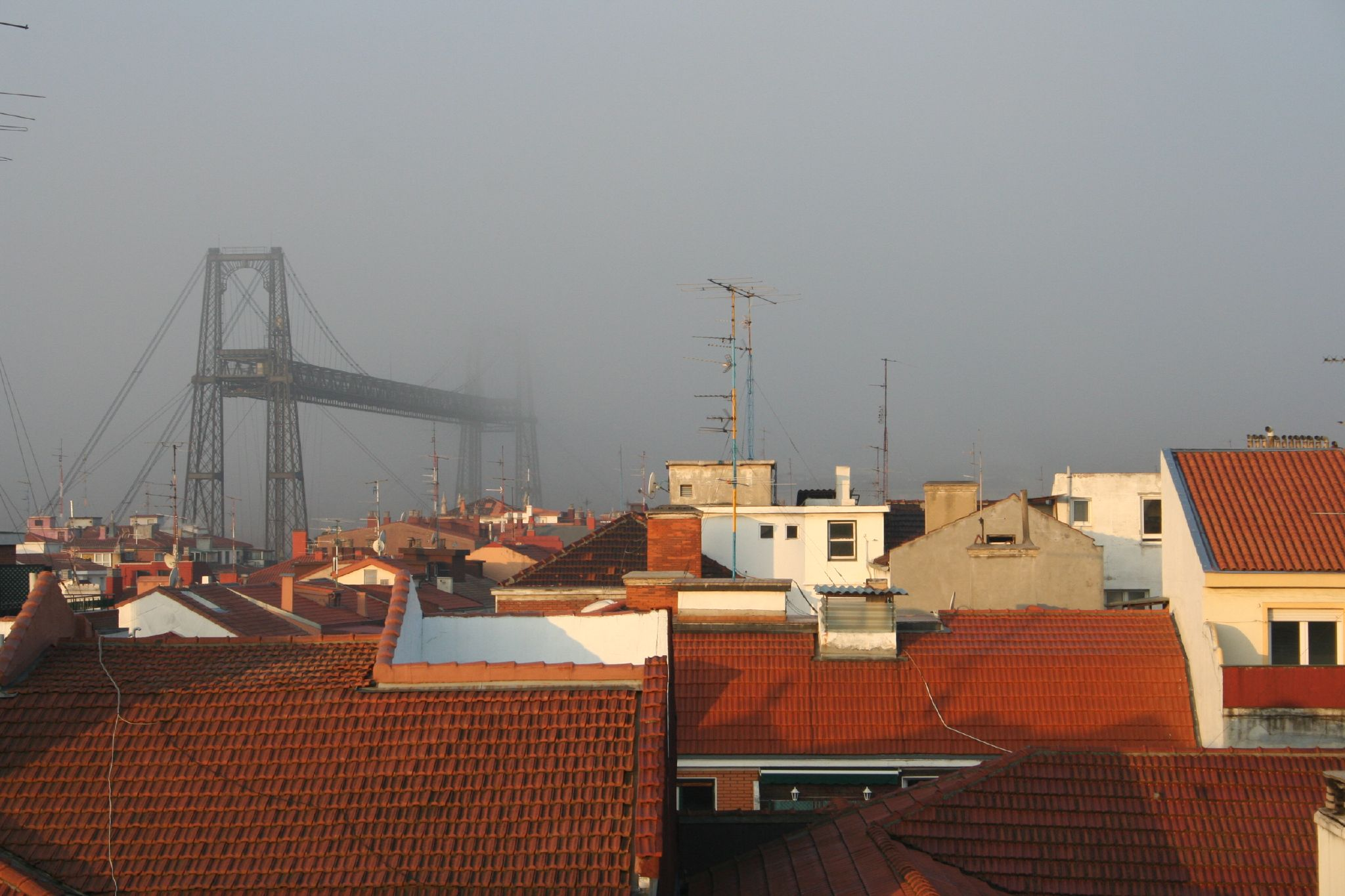
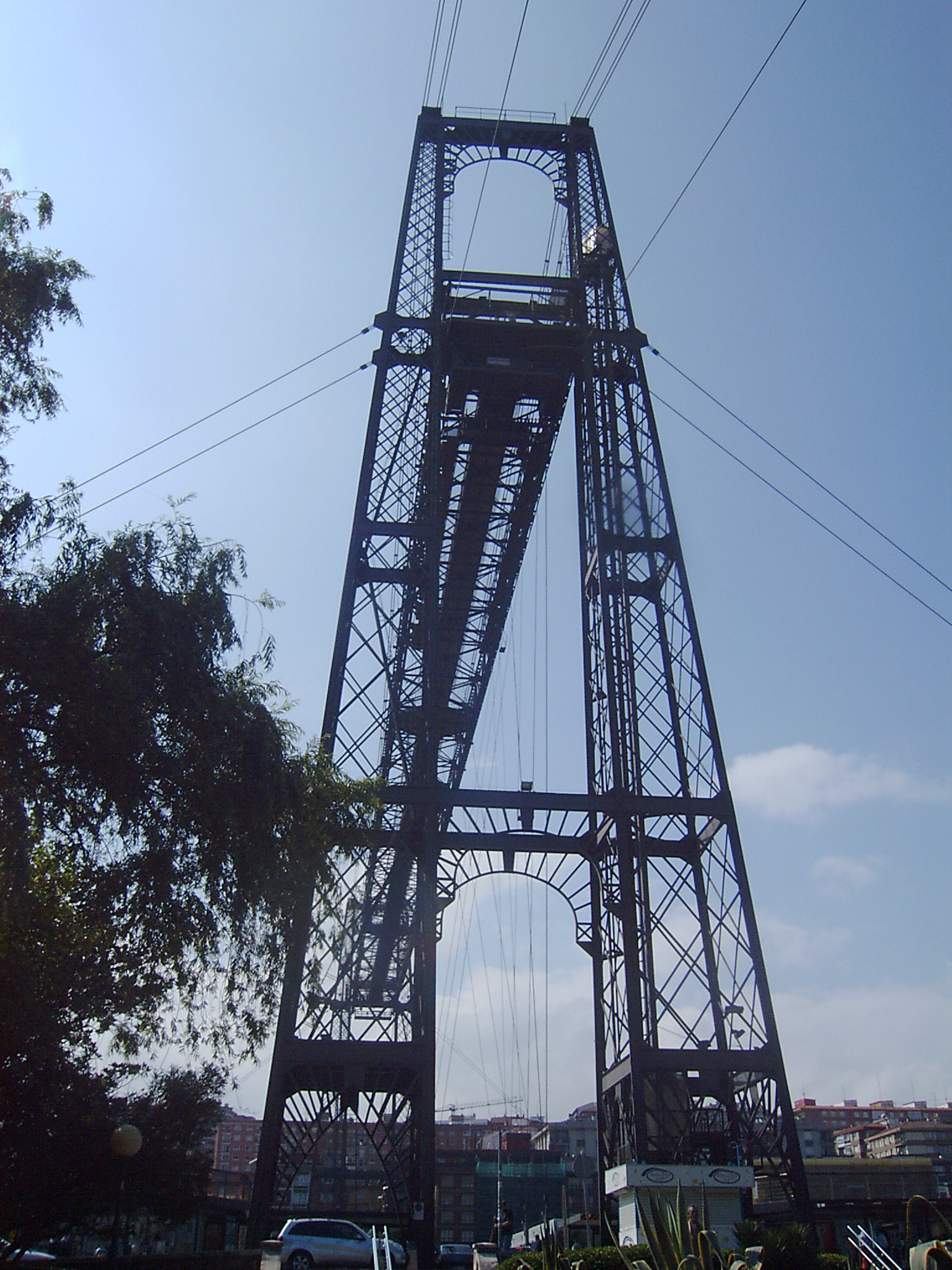
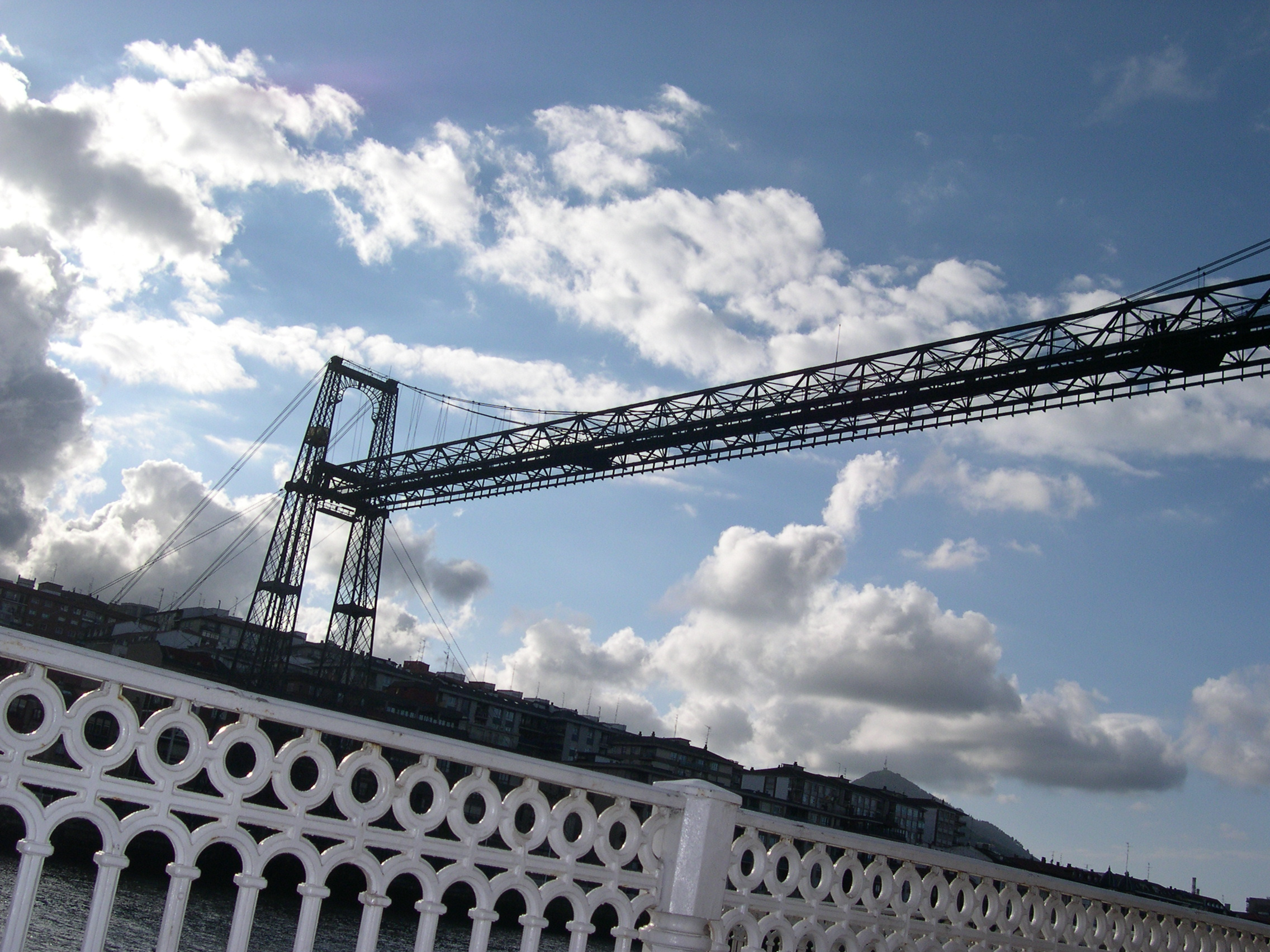
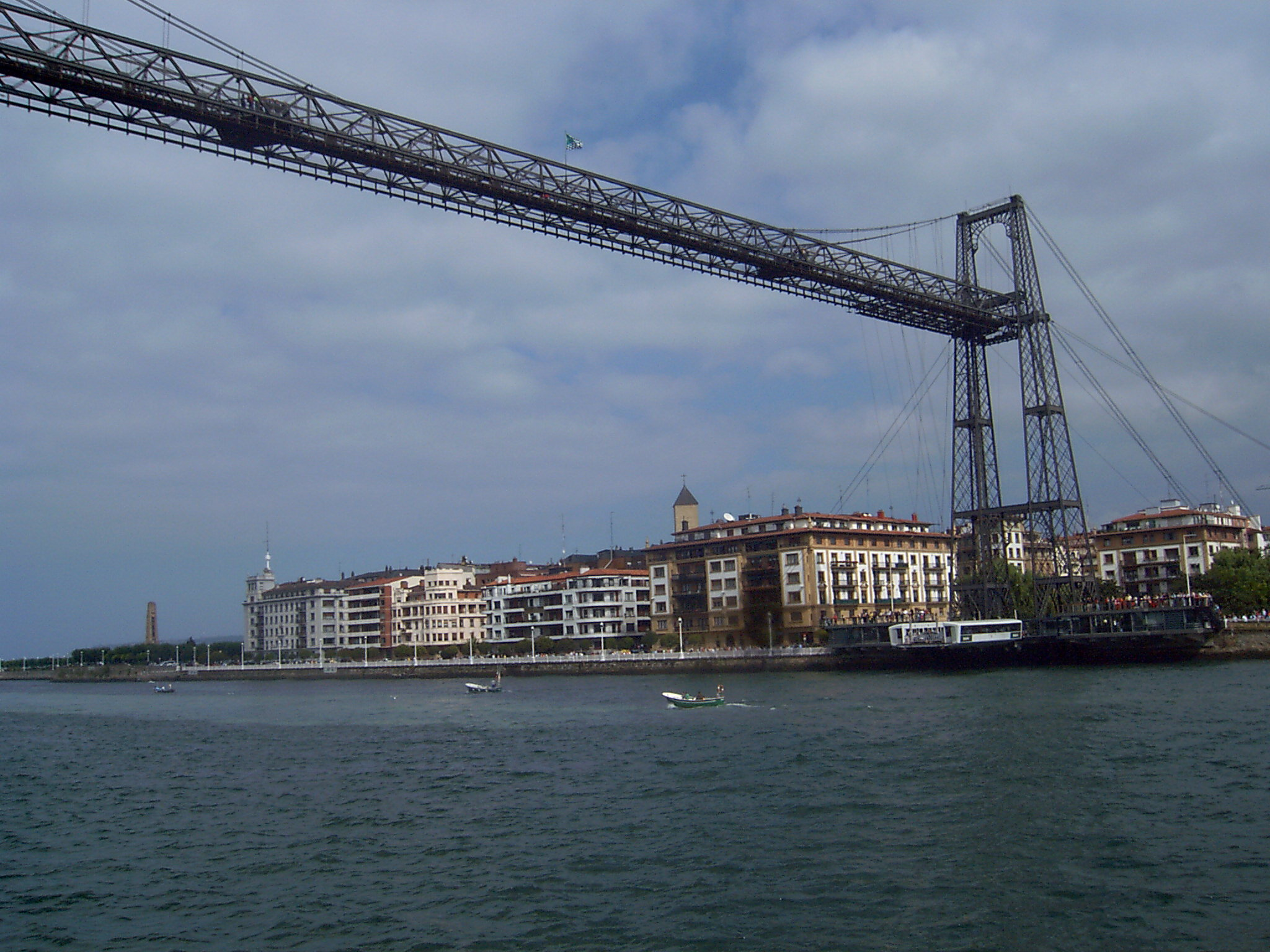
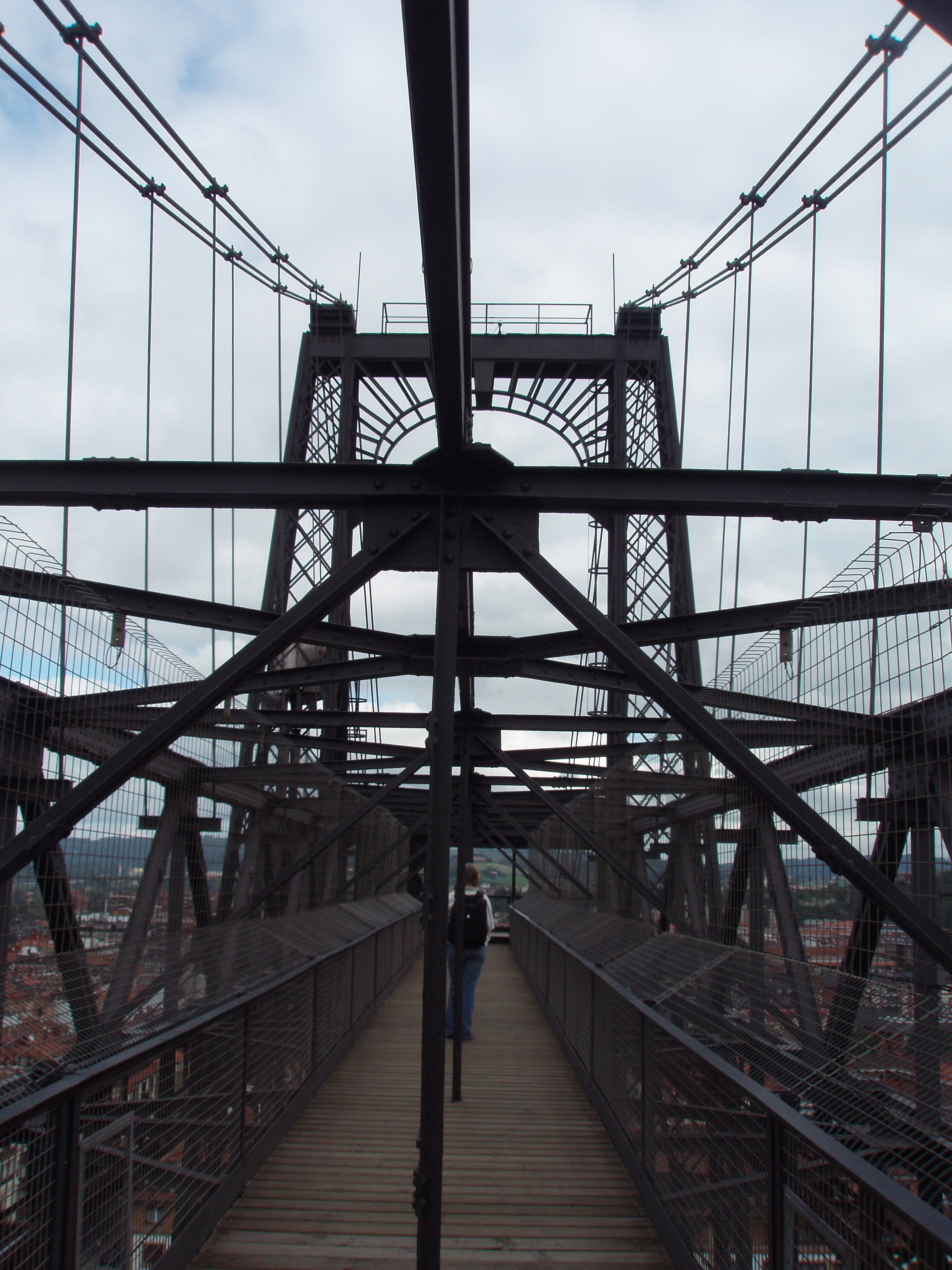
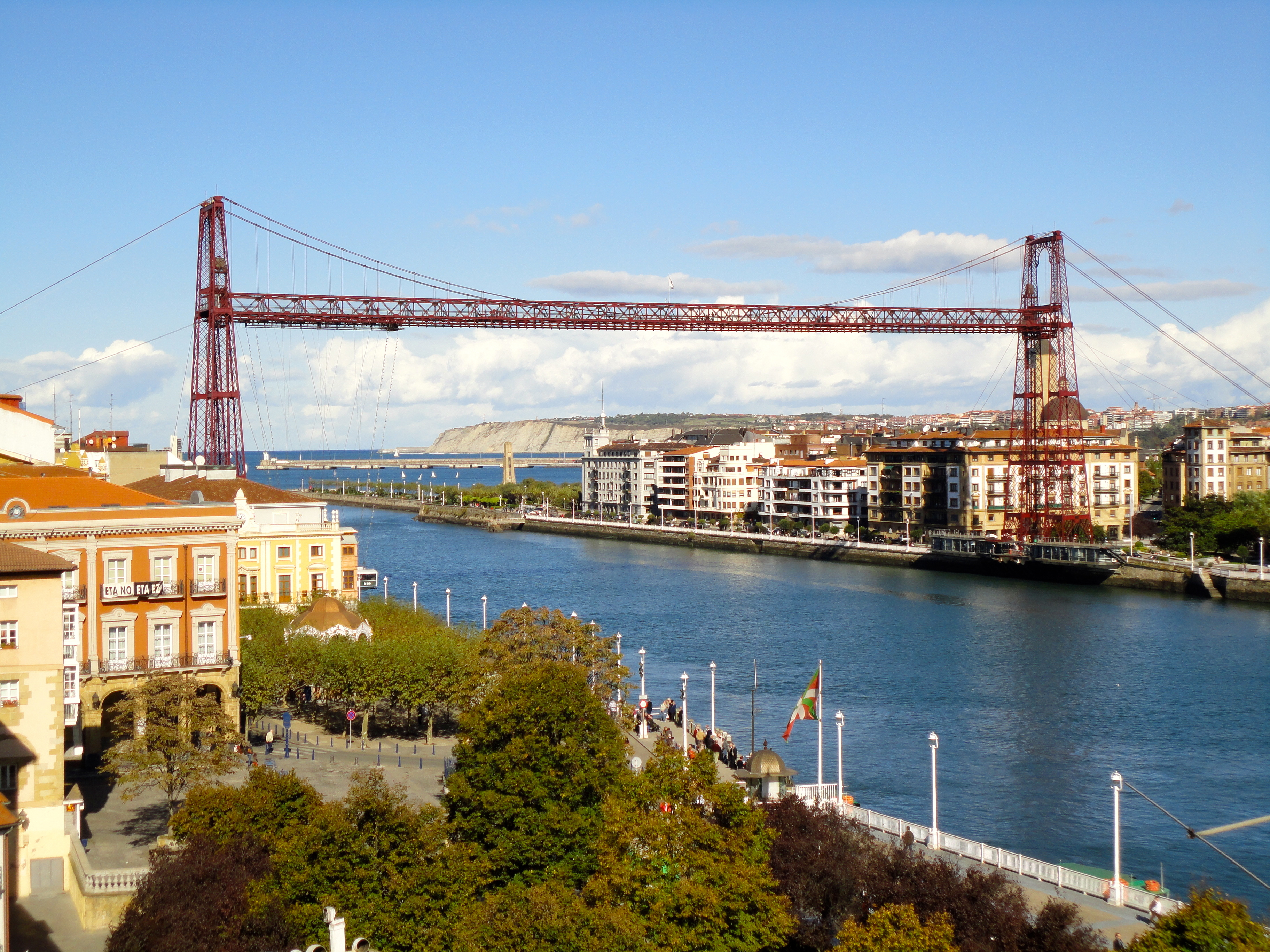
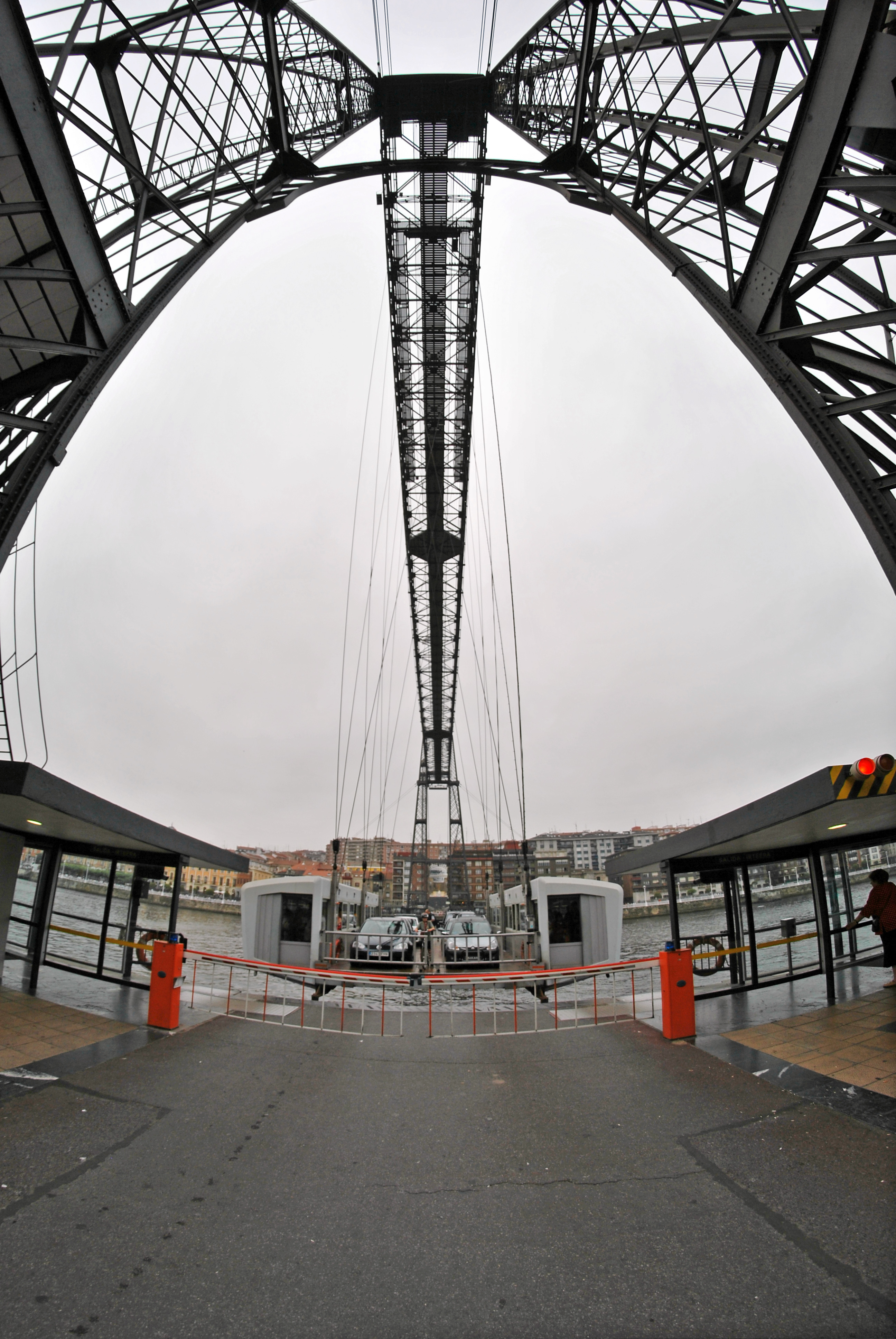
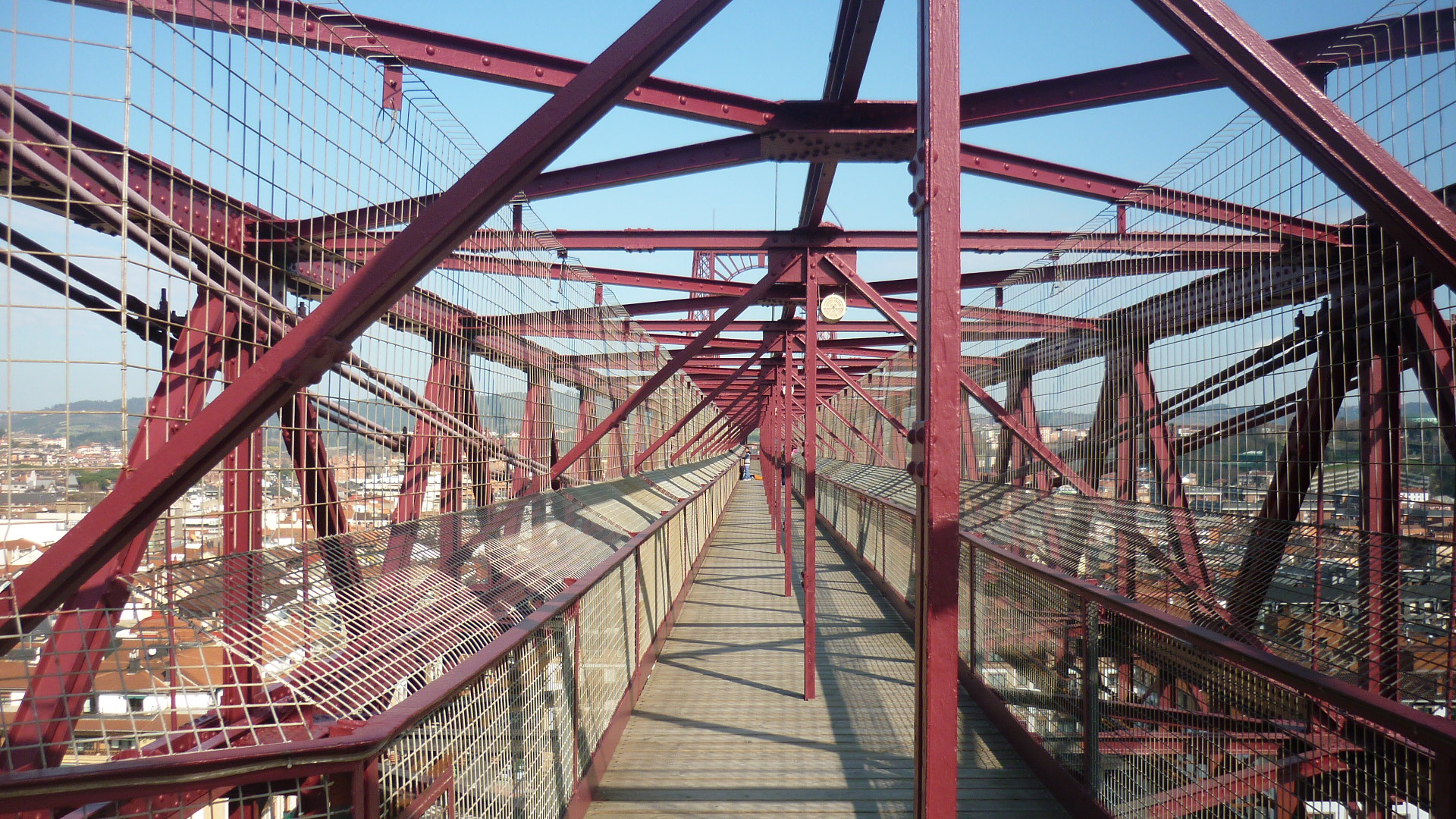
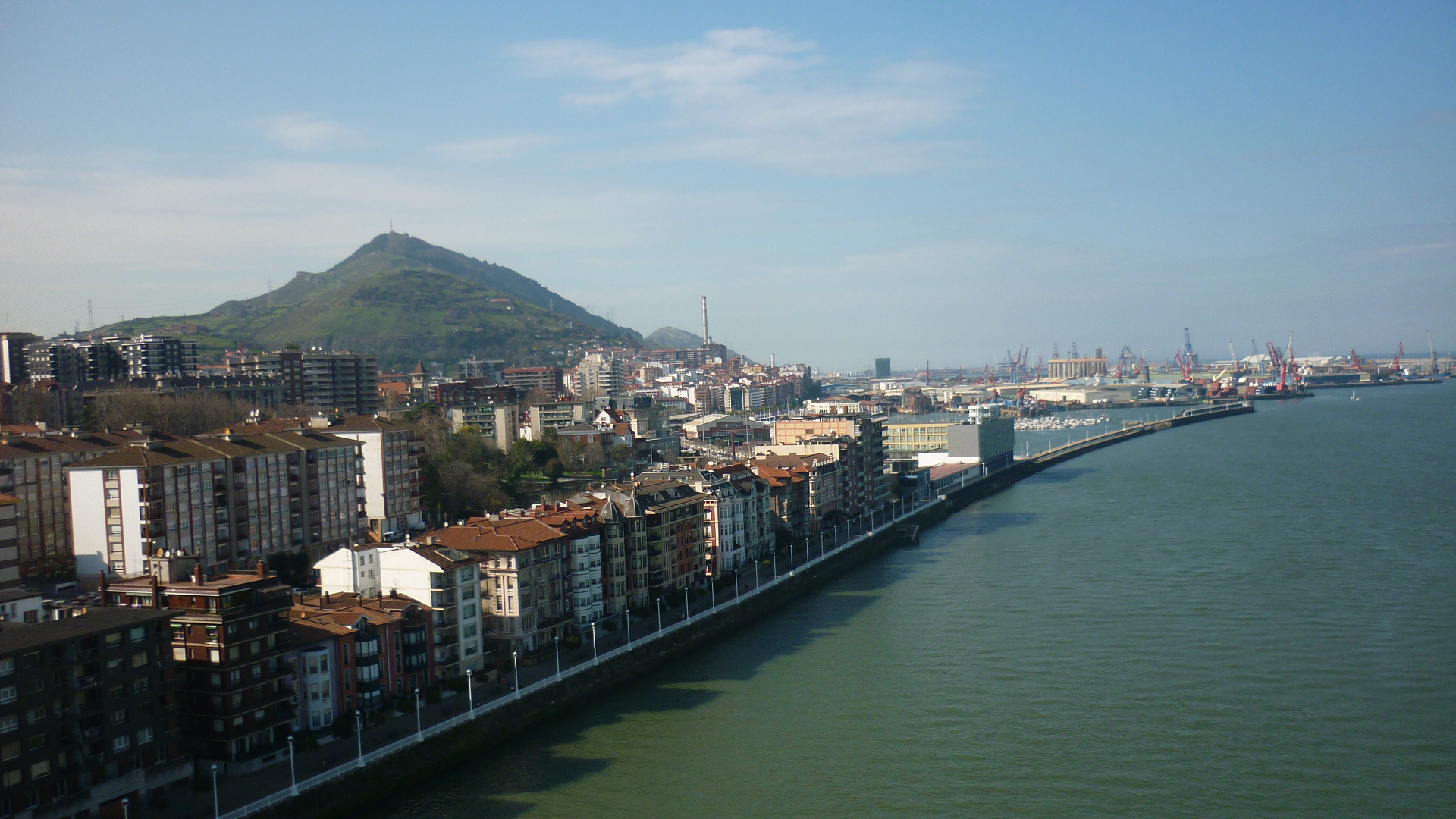
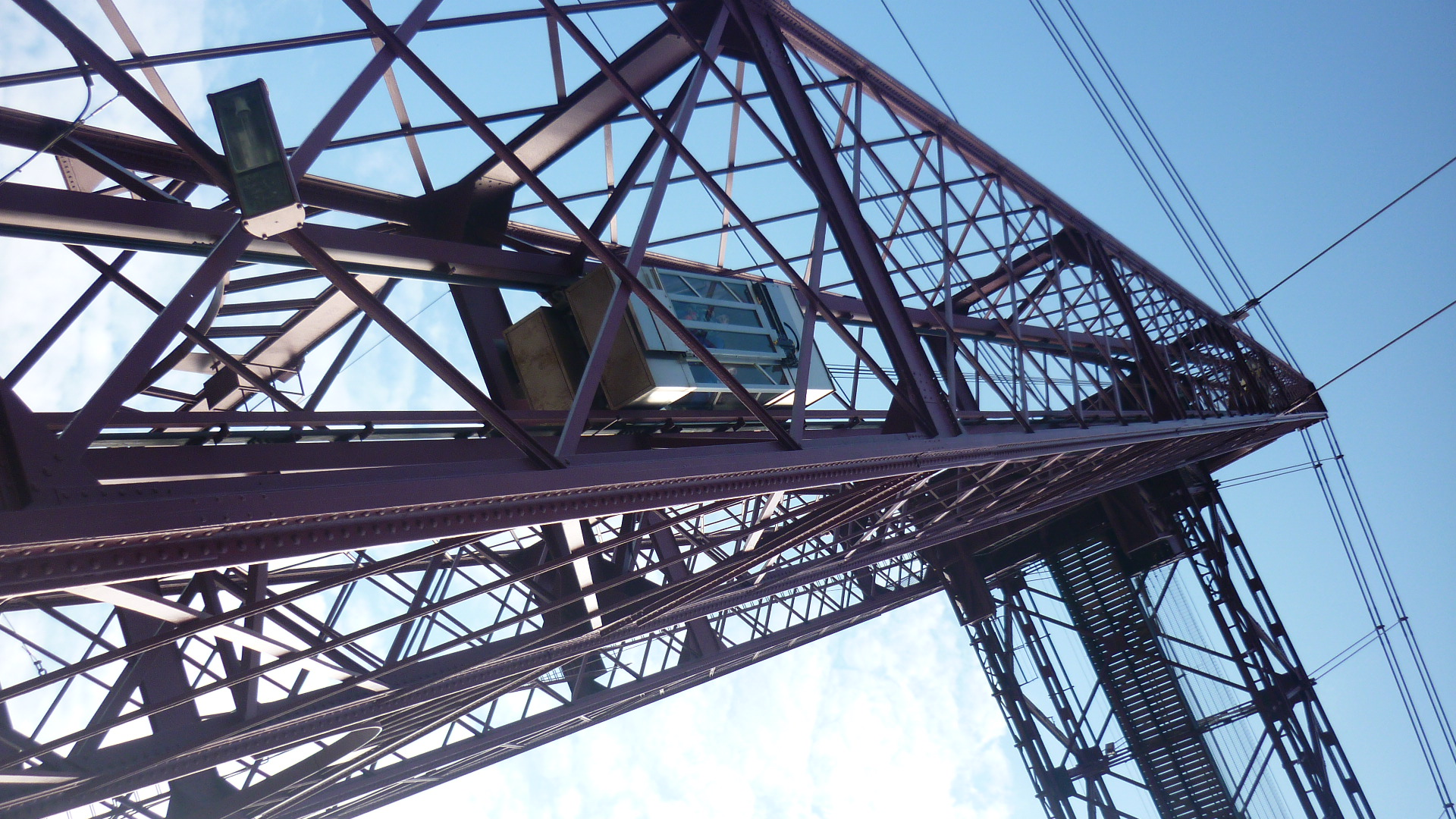
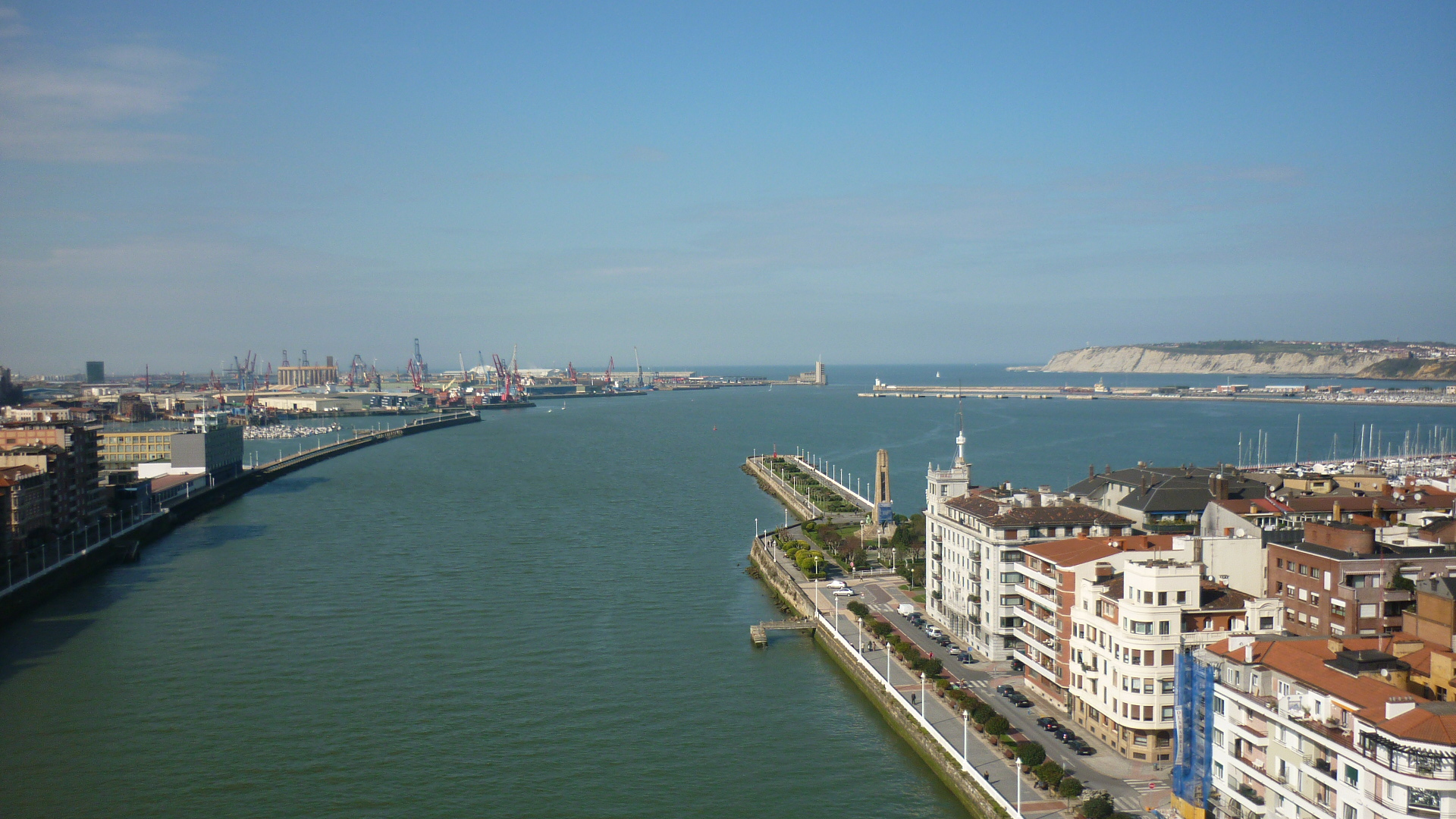
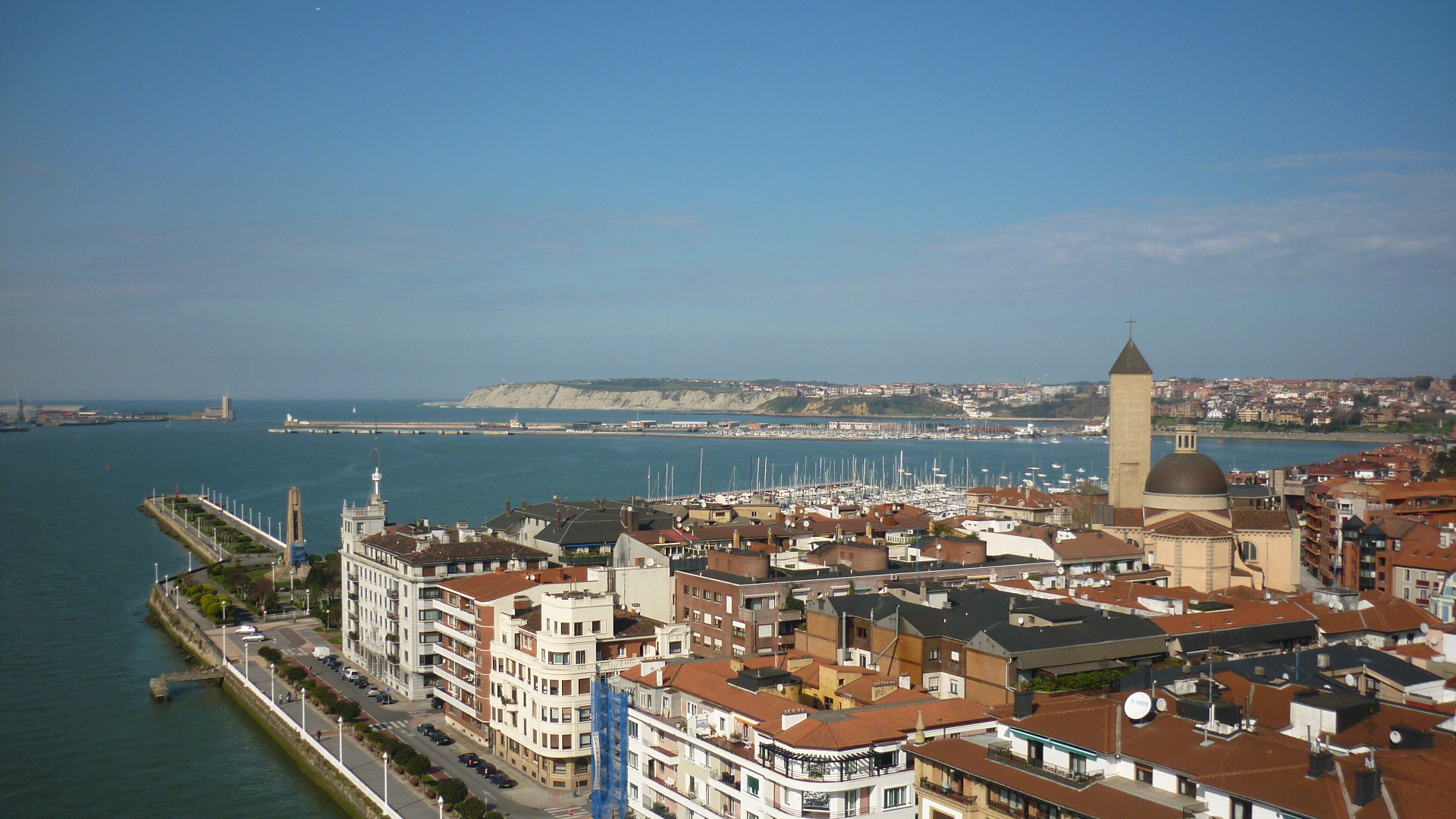
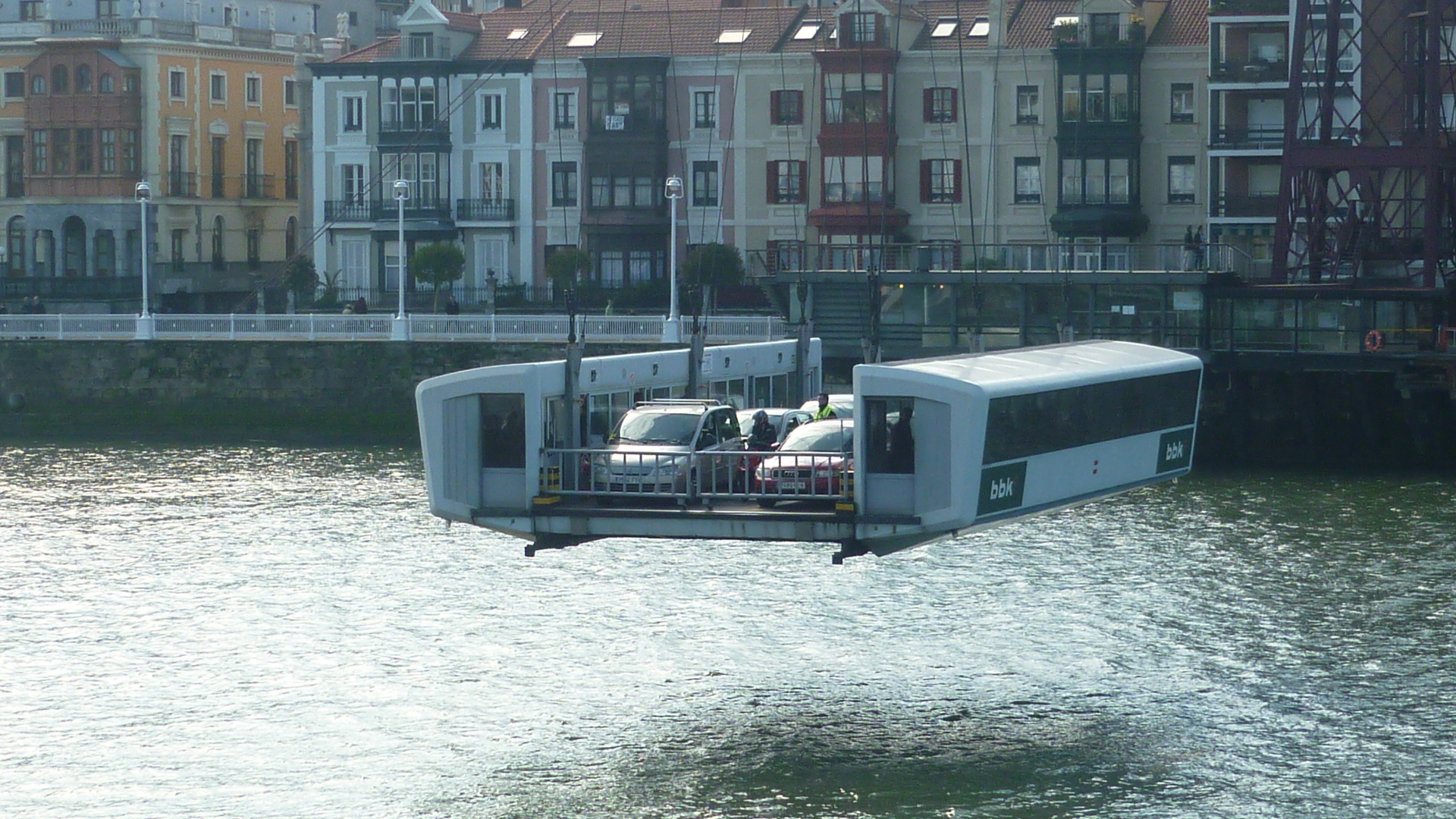